# سکس سایبری
«سکس سایبری» (به انگلیسی: Cyber Sex) ترانه‌ای از رپر و خواننده آمریکایی دوجا کت می‌باشد که همراه با یک موزیک ویدئو از سوی کموساب و آرسی‌ای در ۷ نوامبر ۲۰۱۹ به‌عنوان چهارمین تک‌آهنگ در دومین آلبوم استودیویی وی هات پینک، که همچنین در روز منتشر شدن همین ترانه آمد، منتشر و توسط دوجا کت و یتی بیتس و لیدیا اسرت نوشته و توسط کول کوجک در کنار تیزهیم‌سلف تولید شده‌است.